# Je n'ai que mon âme
Je n'ai que mon âme är en låt framförd av den kanadensiska sångerskan Natasha St-Pier. Låten var Frankrikes bidrag i Eurovision Song Contest 2001 i Köpenhamn i Danmark. Låten är skriven av Jill Kapler.
Bidraget framfördes i finalen den 12 maj och slutade där på fjärde plats med 142 poäng.